# Décret en France
Pour les autres articles nationaux ou selon les autres juridictions, voir Décret.
En France, un décret est, en vertu de la Constitution de 1958 aujourd'hui en vigueur, un acte exécutoire à portée générale ou individuelle pris par le président de la République ou par le Premier ministre, exerçant leur pouvoir réglementaire (articles 21 et 37 de la Constitution).

## Histoire du sens du mot «décret» en France

### Sous l'Ancien Régime
Le mot « décret » fait partie du vocabulaire de la procédure criminelle. Il existe alors trois sortes de décret :
1. décret d'assignation[pas clair]
2. décret d'ajournement personnel, équivalent du mandat d'amener actuel.
3. décret de prise de corps, équivalent du mandat d'arrêt actuel.

### Pendant la Révolution (1789-1799)

#### Sous la monarchie constitutionnelle (9 juillet 1789-10 août 1792)
À partir de la mise en place de l'Assemblée nationale constituante (9 juillet 1789), le mot « décret » prend le sens nouveau de « texte émanant du corps législatif ».
Selon le cas[pas clair], un décret peut avoir directement force de loi ou avoir besoin de la « sanction royale ». Dans ce cas, il doit être approuvé par le roi, qui peut s'y opposer par veto.

#### Sous la Convention (21 septembre 1792-26 octobre 1795)
- décret d'arrestation : de nombreux membres de la Convention ont été « décrétés d'arrestation » par l'Assemblée (par exemple, les députés girondins en juin 1793)

#### Sous le Directoire (26 octobre 1795-9 novembre 1799)
Sous le Directoire (Constitution de 1795) le mot « décret » est remplacé par « résolution ».

### Depuis la période napoléonienne
Le mot réapparaît sous l'Empire avec le sens de texte promulgué par le chef de l'État.
Sous la Restauration et la monarchie de Juillet, il disparaît, car le mot « ordonnance » est choisi pour désigner les règlements (c'est-à-dire les actes pris par l'autorité exécutive/administrative, en opposition aux lois).
Le gouvernement provisoire de 1848 l'utilise de nouveau pour les actes qu'il prend collégialement. Il est repris par l'Assemblée constituante pour les textes qu'elle adopte avec valeur de loi. Après la promulgation de la Constitution de 1848, il prend son sens actuel.
Jusqu'à la fin de la Troisième République, seul le chef de l'État peut prendre les décrets. Sous la Quatrième et la Cinquième République, ce pouvoir est également reconnu au chef du gouvernement (président du Conseil puis Premier ministre).

## Le décret dans le droit public français
Un décret est une décision écrite dont l'auteur est soit le président de la République soit le Premier ministre.
Depuis 2007, le Conseil d'État ne se considère plus comme le coauteur d'un décret en Conseil d'État.
Depuis 1980, il n'existe plus de règlement d'administration publique.

### Le décret dans la hiérarchie des textes officiels
Dans la hiérarchie des normes, le décret se situe au-dessous des lois auxquelles il doit nécessairement être conforme - ceci étant dit, des décrets pris en application de l'article 37 interviennent dans des domaines dans lesquels la loi ne peut pas intervenir - mais il est supérieur aux arrêtés.
La hiérarchie des décrets est la suivante :
1. décret dont l'auteur est le président de la République, c'est-à-dire qui a été délibéré en Conseil des ministres :
  1. après avis obligatoire du Conseil d'État :
    1. sur avis conforme de celui-ci ;
    2. sur avis simple de celui-ci ;

  2. sans avis obligatoire du Conseil d'État ;
2. décret dont l'auteur est le Premier ministre, c'est-à-dire qui n'a pas été délibéré en Conseil des ministres :
  1. pris après avis obligatoire du Conseil d'État :
    1. sur avis conforme de celui-ci ;
    2. sur avis simple de celui-ci ;

  2. pris sans avis obligatoire du Conseil d'État.

Les arrêtés sont soumis aux décrets.

### Entrée en vigueur des décrets
Les décrets doivent, après signature et éventuellement contreseing, être publiés au Journal officiel de la République française afin d'être portés à la connaissance de tous et afin d'être opposables[pas clair]. Il en est ainsi tant des décrets réglementaires que des décrets individuels.
Dès lors, en application 1 du Code civil dans sa nouvelle rédaction issue de l'ordonnance no 2004-164, ils entrent en vigueur à la date qu'ils fixent ou, à défaut, le lendemain de leur publication, sauf urgence.
En vertu de l'article R. 311-1 du Code de justice administrative, le Conseil d'État est compétent pour tous recours dirigés contre un décret, tel un recours pour excès de pouvoirs tendant à l'annulation d'un décret. Les autres juridictions administratives ne peuvent se prononcer sur la légalité d'un décret que par voie d'exception. Un recours dirigé contre le refus de modifier, de compléter ou d'abroger un décret existant relève de la compétence directe et exclusive du Conseil d'État,, : il en est ainsi que le décret existant soit ou non réglementaire et parce que le recours est considéré comme dirigé contre le décret existant. Mais tel n'est pas le cas d'un recours dirigé contre le refus de prendre un décret,.
Certains décrets sont des actes de gouvernement. Tel est le cas des décrets suivants du président de la République : décret relatifs à la nomination du Premier ministre puis des autres membres du Gouvernement ; décret de convocation du Parlement en session extraordinaire ou en Congrès ; décret soumettant un projet de loi au référendum, ; décret de promulgation d'une loi, ; décret de dissolution de l'Assemblée nationale.
Le Conseil constitutionnel s'est reconnu compétent pour contrôler la régularité de certains décrets. Tel est le cas du décret de demande d'une nouvelle délibération d'une loi.
Les décrets de grâce ne sont plus des actes de gouvernement. Mais ils restent insusceptibles de recours,,. Ils ne sont ni motivés, ni publiés au Journal officiel de la République française,.

### Fondements constitutionnels des décrets
Seuls les articles 13, 19, 36 et 37 de la Constitution disposent que certains actes réglementaires doivent être pris par décret :
« Le président de la République signe les ordonnances et les décrets délibérés en Conseil des ministres.
Il nomme aux emplois civils et militaires de l'État.
Les conseillers d'État, le grand chancelier de la Légion d'honneur, les ambassadeurs et envoyés extraordinaires, les conseillers maîtres à la Cour des comptes, les préfets, les représentants de l'État dans les collectivités d'outre-mer régies par l'article 74 et en Nouvelle-Calédonie, les officiers généraux, les recteurs des académies, les directeurs des administrations centrales sont nommés en Conseil des ministres.
Une loi organique détermine les autres emplois auxquels il est pourvu en Conseil des ministres ainsi que les conditions dans lesquelles le pouvoir de nomination du président de la République peut être par lui délégué pour être exercé en son nom. »
— Article 13
« Les actes du président de la République autres que ceux prévus aux articles 8
(1er alinéa), 11, 12, 16, 18, 54, 56 et 61 sont contresignés par le Premier ministre et, le cas échéant, par les ministres responsables. »
— Article 19
« L'état de siège est décrété en Conseil des ministres. Sa prorogation au-delà de douze jours ne peut être autorisée que par le Parlement. »
— Article 36
« Les matières autres que celles qui sont du domaine de la loi ont un caractère réglementaire.
Les textes de forme législative intervenus en ces matières peuvent être modifiés par décrets pris après avis du Conseil d'État. Ceux de ces textes qui interviendraient après l'entrée en vigueur de la présente Constitution ne pourront être modifiés par décret que si le Conseil constitutionnel a déclaré qu'ils ont un caractère réglementaire en vertu de l'alinéa précédent. »
— Article 37

## Les différentes catégories de décrets
On distingue trois catégories de décrets réglementaires[pas clair] : les décrets simples, les décrets en Conseil d'État et les décrets en Conseil des ministres, étant précisé que ces derniers peuvent également être des décrets en Conseil d'État.

## Règles de rédaction des décrets

### Exemple de décret
À titre d'exemple, examinons le décret no 2005-1791
| Décret no 2005-1791 du 31 décembre 2005 créant une délégation interministérielle à l'aménagement et à la compétitivité des territoires |
| NOR: INTX0500290D |
| Le président de la République |
| Sur le rapport du Premier ministre, du ministre d'État, ministre de l'Intérieur et de l'Aménagement du territoire, et du ministre délégué à l'aménagement du territoire |
| Vu les articles R. 510-2 et R. 510-13 du code de l'urbanisme ; Vu le décret no 87-389 du 15 juin 1987, modifié par le décret no 2005-124 du 14 février 2005, relatif à l'organisation des services d'administration centrale ; Vu le décret no 92-604 du 1er juillet 1992 modifié portant charte de la déconcentration ; Vu le décret no 2005-670 du 16 juin 2005 relatif aux attributions du ministre de l'emploi, de la cohésion sociale et du logement ; Vu le décret no 2005-671 du 16 juin 2005 relatif aux attributions du ministre de l'économie, des finances et de l'industrie ; Vu le décret no 2005-1270 du 12 octobre 2005 relatif à la création du comité interministériel d'aménagement et de compétitivité des territoires ; |
| Vu l'avis du comité technique paritaire spécial institué auprès du délégué à l'aménagement du territoire et à l'action régionale en date du 8 novembre 2005 ; Vu l'avis du comité technique paritaire ministériel placé auprès du Premier ministre en date du 10 novembre 2005 ; |
| Le Conseil d'État (section de l'intérieur) entendu ; Le Conseil des ministres entendu, Décrète : |
| … |
| Fait à Paris, le 31 décembre 2005. Jacques Chirac Par le président de la République : Le Premier ministre, Dominique de Villepin Le ministre d'État, ministre de l'Intérieur et de l'Aménagement du territoire, Nicolas Sarkozy Le ministre de l'Emploi, de la Cohésion sociale et du Logement, Jean-Louis Borloo Le ministre de l'Économie, des Finances et de l'Industrie, Thierry Breton Le ministre de l'Éducation nationale, de l'Enseignement supérieur et de la Recherche, Gilles de Robien Le ministre des Transports, de l'Équipement, du Tourisme et de la Mer, Dominique Perben Le ministre de l'Agriculture et de la Pêche, Dominique Bussereau La ministre de l'Écologie et du Développement durable, Nelly Olin Le ministre de l'Outre-mer, François Baroin Le ministre délégué à l'aménagement du territoire, Christian Estrosi |

### Indication du nom du rapporteur
Au début du décret est indiqué le membre du gouvernement qui a fait rapport au Premier ministre ou au président de la République pour signer le décret.

### Visas
Sont ensuite indiqués les visas des textes et des consultations.

### Signatures
Les décrets sont signés par le président de la République ou par le Premier ministre.
Actes du président de la République non soumis au contreseing
Ils sont prévus par l'article 19 de la Constitution :
- nomination du Premier ministre et fin de ses fonctions (article 8) ;
- décision de soumettre un projet de loi au référendum (article 11) ;
- décision portant dissolution de l'Assemblée nationale (article 12) ;
- mesures « exigées par les circonstances » et prises sur le fondement de l'article 16 ;
- messages adressés au Parlement (article 18) ;
- mesures de nomination des membres du Conseil constitutionnel (article 56) ;
- actes de saisine du juge constitutionnel (articles 54 et 61).

S'y ajoutent les actes liés à la gestion de la présidence de la République.
En revanche, comme le Premier ministre est le titulaire ordinaire du pouvoir réglementaire en vertu de l'article 21, le président de la République n'a pas à prendre de décret réglementaire. Par conséquent, un décret réglementaire signé par le président sans délibération en Conseil des ministres est réputé pris par une autorité incompétente. Il encourt de ce fait l'annulation pour illégalité. Toutefois, si le Premier ministre a également apposé sa signature sur un tel décret, il en est alors réputé l'auteur, la signature présidentielle étant dans ce cas considérée comme superfétatoire.
Actes du président de la République soumis au contreseing du Premier ministre et des ministres responsables
- nominations (article 13) ;
- grâce (article 17) ;
- convocation du Parlement en session extraordinaire et clôture de ces sessions (article 30) ;
- décret en Conseil des ministres.

Publication des traités internationaux
Ils prennent la forme d'un décret signé par le président de la République, le Premier ministre et le ministre des Affaires étrangères,.
Actes du Premier ministre soumis au contreseing des ministres chargés de leur exécution
Ils sont prévus par l'article 22 de la Constitution.